# Engelbert von Syrgenstein

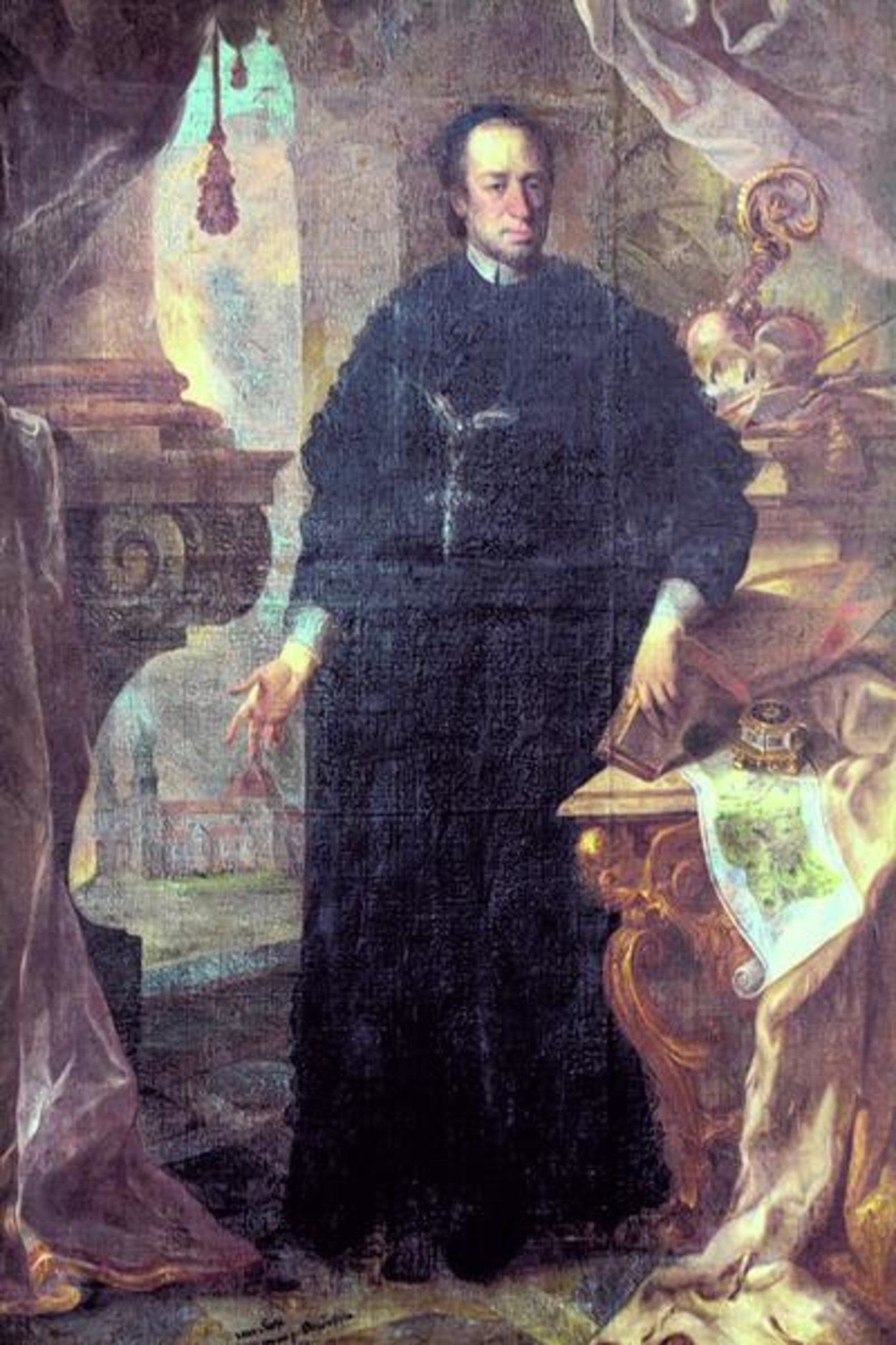
Fürstabt Engelbert von Syrgenstein (Gemälde Mitte des 18. Jhd.)

Engelbert von Syrgenstein, auch von Sürgenstein (* 14. Mai 1694 in Horn; † 25. Mai 1760 in Kempten), geboren als Johann Roman von und zu Syrgenstein, war von 1747 bis 1760 Fürstabt des Fürststifts Kempten.

## Herkunft und Leben

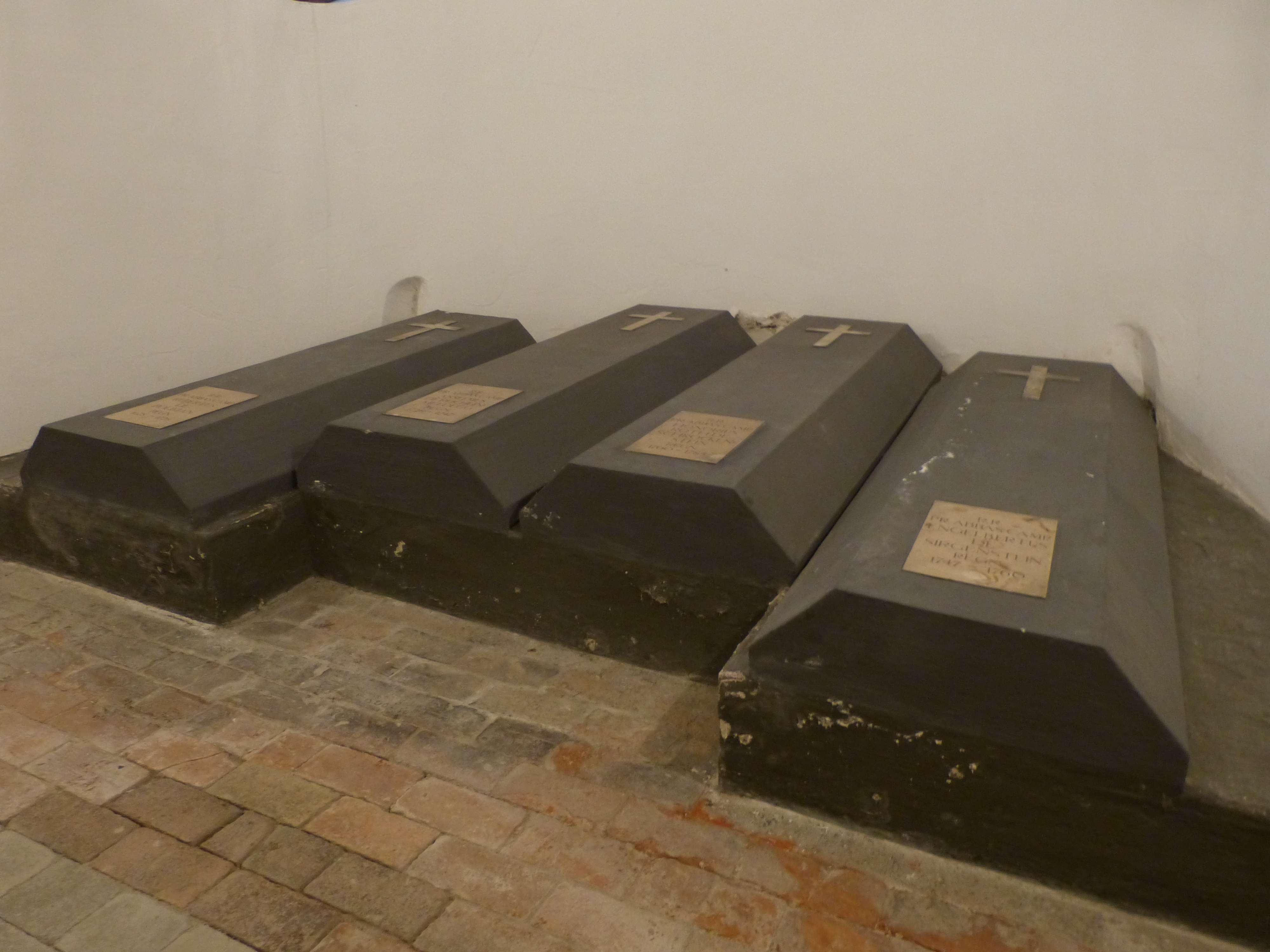
Grab von Engelbert von Syrgenstein in der Gruft von St. Lorenz (4. Sarg von links)

Engelbert von Syrgenstein entstammt dem Geschlecht der Sürgen, die im Allgäu Ministerialen des Klosters St. Gallen waren und ihren Stammsitz auf Schloss Syrgenstein hatten. Sein Vater Johann Fidel von und zu Syrgenstein war Obervogt zu Gaienhofen; seine Mutter hieß Maria Salome Roth von Schreckenstein.
1710 legte er im Benediktinerstift Kempten seine Profess ab, wurde 1715 zum Subdiakon geweiht, war ab 1724 Novizenmeister und fünf Jahre später Vizedekan. Als Fürstabt Anselm Reichlin von Meldegg 1742 zur Krönung von Kaiserin Maria Amalia nach Frankfurt reiste, setzte er für die Dauer seiner Abwesenheit Syrgenstein als Statthalter ein. Am 26. Juni 1747 wurde dieser zum Koadjutor gewählt, führte die Regierungsgeschäfte kommissarisch bis zum Tod Reichlins von Meldegg und wurde noch im selben Jahr dessen Nachfolger.
Syrgenstein starb am 25. Mai 1760 und wurde prunkvoll beigesetzt. Sein Grab befindet sich bei seinen Vorgängern in der Gruft der Stiftskirche St. Lorenz in Kempten.

## Wirken
Nachdem er 1748 durch den dem Benediktinerorden angehörenden Kardinal Angelo Maria Quirini zu diesem Zweck eingesegnet worden war, weihte Syrgenstein im Auftrag von Papst Benedikt XIV. am 12. Mai 1748 die St.-Lorenz-Kirche in Kempten. Neben Leuchtern und Kelchen schenkte er der Kirche St. Lorenz auch das mit dem Syrgensteiner Wappen verzierte Chorgitter.
Unter Engelbert von Syrgenstein machte das Fürststift die letzten bedeutenden Grunderwerbungen u. a. 1749 die Herrschaft Ronsberg und damit das Dorf Bayersried mit den zugehörigen Weilern Sonderhof, Reichartsried, Lausbihl (Lausbühl) und Binkenhofen samt Patronatsrecht und Gericht Willofs sowie  1757 die Herrschaft Apfeltrang von der Herrschaft von Stein.

### Förderung des Bildungswesens
Syrgenstein galt als Freund der Wissenschaften und war darum bemüht, das Bildungswesen im Fürststift zu fördern. Er vermehrte die Stiftsbibliothek und übertrug 1752 die lateinische Schule des Stifts an Patres des Piaristenordens, um die Qualität des Schulunterrichts zu verbessern.
Nachdem Oliver Legipont, Benediktinermönch und Bibliothekar der Abtei St. Martin in Köln, jahrelang vergeblich versucht hatte, seine Idee von der Einrichtung einer benediktinischen Akademie zu verwirklichen, fand er in Kardinal Angelo Maria Quirini schließlich einen Protektor für seine Benediktinerakademie. Quirini wiederum gelang es, Engelbert von Syrgenstein 1752 als Präsidenten der Akademie zu gewinnen, sodass Legipont seinen Plan zumindest kurzfristig im Fürststift Kempten realisieren konnte. Im Mittelpunkt der akademischen Tätigkeit sollten editorische Aufgaben und historische Forschungen stehen. Mit der Herausgabe der vierbändigen „Historia Rei Litterariae Ordinis Sancti Benedicti“ des verstorbenen Magnoald Ziegelbauer erschien 1754 das erste und einzige Werk der Akademie. Eine dauerhafte wissenschaftliche Zusammenarbeit scheiterte jedoch schon kurz darauf an inneren Spannungen im Konvent und auch innerhalb der Sozietät sowie an einem Zerwürfnis Legiponts mit Syrgenstein, sodass sich die Akademie schon zwei Jahre nach ihrer Gründung auflöste.

### Bautätigkeit
Syrgenstein ließ die abgebrannte Papiermühle in Hegge und die Untere Hofmühle in Kempten wieder aufbauen und errichtete 1751 ein Armen- und Krankenspital in Härtnagel. 1750/60 ließ er die baufällige Kirche St. Anna in Schwabelsberg durch eine neue Kapelle ersetzen. Wie sein Wappen am Altar der 1564 als „Pestkapelle“ erbauten Kapelle St. Sebastian in Oberdorf bei Immenstadt vermuten lässt, ließ er diese neu ausstatten. Ferner veranlasste er die Umgestaltung eines bereits unter Fürstabt Anselm Reichlin von Meldegg errichteten Gutshofs in Günzach zum Jagdschloss. Während seiner Regierungszeit wurde mit dem Ausbau der Prunkräume, der Gästezimmer sowie des Speisesaals der fürstäbtlichen Residenz begonnen, der jedoch erst unter Fürstabt Honorius Roth von Schreckenstein vollendet wurde. Im Fürstensaal seiner Residenz ließ Syrgenstein durch den Hofmaler Franz Georg Hermann Porträts all seiner Amtsvorgänger seit dem 15. Jahrhundert anbringen.